# Kameyama (Mie)
Kameyama (Japans: 亀山市, Kameyama-shi) is een stad van de prefectuur Mie in Japan. De oppervlakte van de stad is 190,91 km² en midden 2009 had de stad bijna 51.000 inwoners.

## Geschiedenis
In de Edoperiode waren Kameyama en de in deze stad opgegane Seki en Sakashita halteplaatsen aan de Tōkaidō.
Kameyama werd op 1 oktober 1954 erkend als stad (shi) na samenvoeging van de gelijknamige gemeente met een drietal dorpen.
Diverse uitbreidingen volgden met (delen van) omliggende dorpen: op 1 december 1954 met één dorp; op 1 februari 1955 met twee dorpen; op 1 april 1957 met één dorp en op 1 april 1958 met wederom één dorp.
Op 11 januari 2005 werd de gemeente Seki (関町, Seki-chō) aan Kameyama toegevoegd.

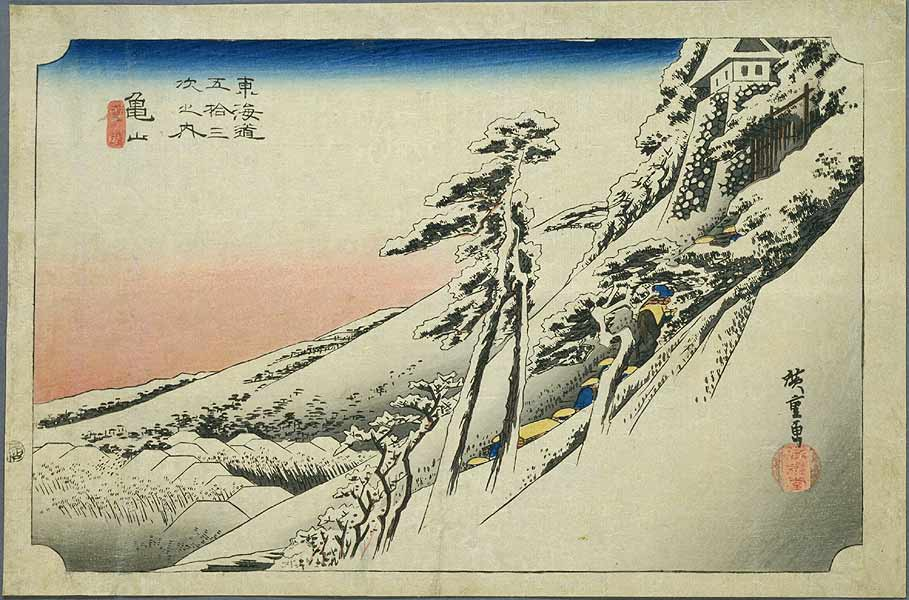
Hiroshige: 53 halteplaatsen aan de Tōkaidō: Kameyama

## Verkeer
Kameyama ligt aan de Kansai-hoofdlijn en aan de Kisei-hoofdlijn van de West Japan Railway Company/Central Japan Railway Company.
Kameyama ligt aan de Higashi-Meihan-autosnelweg, de Ise-autosnelweg, de Meishin-autosnelweg en aan de autowegen 1, 25 en 306.

## Economie
Een traditioneel product van Kameyama zijn kaarsen.
Sharp Corporation heeft in 2004 een fabriek voor de productie van lcd-schermen gevestigd.
Op agragisch gebied is Kameyama bekend door de Rōsoku kersen.

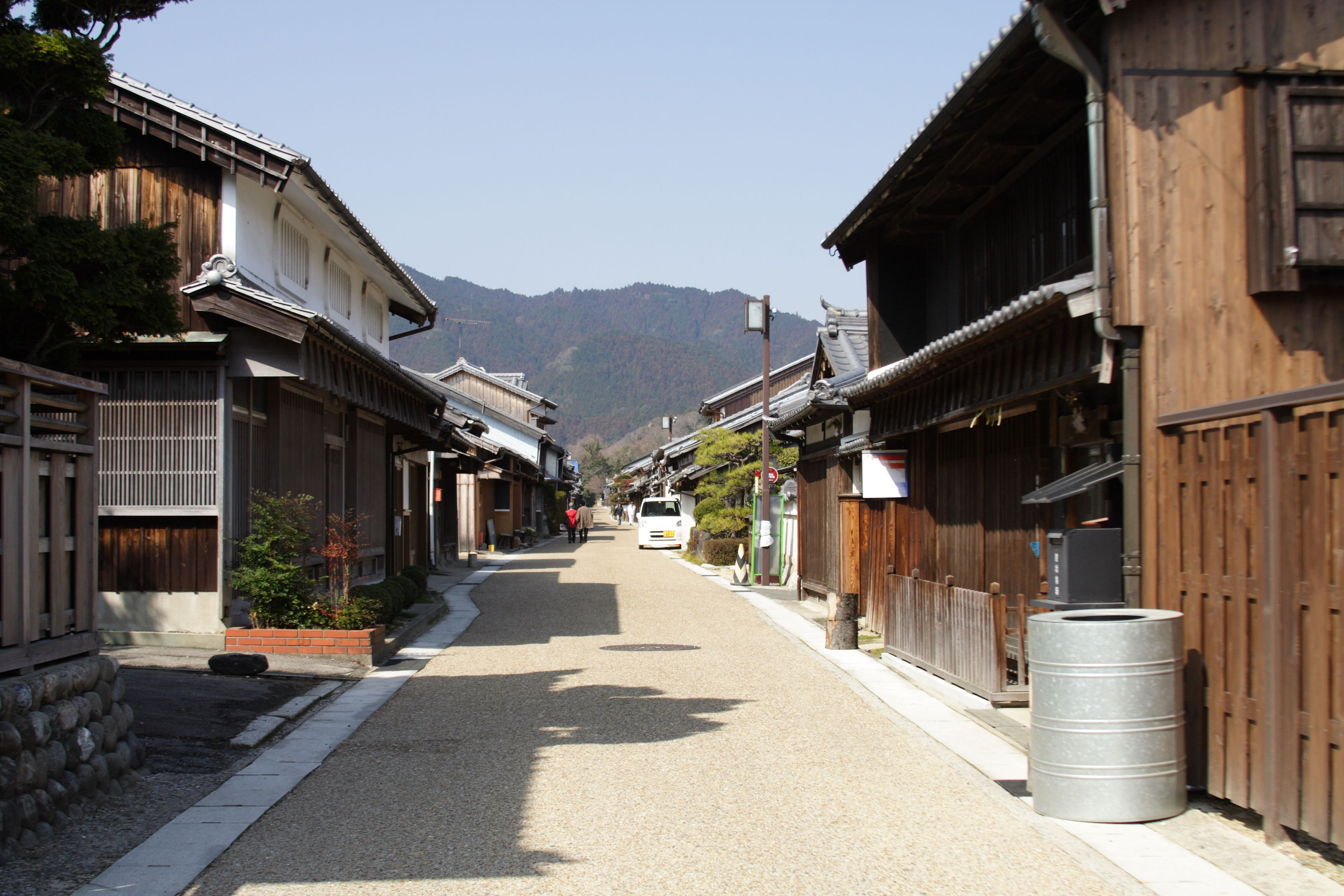
Tōkaidō in Seki

## Bezienswaardigheden
- Tōkaidō halteplaatsen

## Aangrenzende steden
- Iga
- Kōka
- Suzuka
- Tsu

## Geboren in Kameyama
- Teinosuke Kinugasa (衣笠 貞之助, Kinugasa Teinosuke), filmregisseur
- Kiyoshi Toyoda (豊田 清, Toyoda Kiyoshi), honkbalspeler